# 克里斯托弗·麦基
克里斯托弗·富尔顿·麦基（英語：Christopher Fulton McKee，1942年—），美国天体物理学家。1970年，麦基获得了加州大学伯克利分校博士学位，导师是乔治·B·菲尔德。1974年，他成为了加州大学伯克利分校物理学和天文学教授。